# ۹۲ (عدد)
۹۲ (عدد)

عدد ۹۲ به انگلیسی

۹۲(نود و دو) یک عدد طبیعی است که بعد از ۹۱ و قبل از ۹۳ قرار دارد.

## در علم
- عدد اتمی اورانیوم